# Daniel Goulet
Pour les articles homonymes, voir Goulet.
Daniel Goulet est un homme politique français, membre du groupe UMP, né le 28 octobre 1928 à Bretoncelles (Orne) et mort le 25 février 2007 à Abou Dabi (Émirats arabes unis) d'une hémorragie cérébrale.

## Biographie

### Jeunesse
Engagé dans la guerre d'Indochine, pour laquelle il reçoit la croix de guerre, il devient professeur, puis directeur d'école privée. 

### Politique
Maire du Mêle-sur-Sarthe pendant 24 ans à partir de 1971, il est élu député de l'Orne en 1973. Populaire auprès des nombreux maires ruraux de son département, il quitte l'hémicycle pour siéger au Sénat, élu le 27 septembre 1992, puis réélu le 23 septembre 2001, malgré les efforts d'Alain Lambert, autre sénateur ornais et maire d'Alençon, pour le faire battre par le président du conseil général Gérard Burel, et sa mise à l'écart de la politique départementale. 
Parlementaire du monde rural, il s'engage en faveur de la décentralisation et la régionalisation, travaille au maintien des activités économiques dans les pays à faible densité démographique, pionnier de la « coopération décentralisée ». Artisan du désenclavement de son département, il appuie la construction de l'axe autoroutier Calais-Bayonne.
En 2003, premier vice-président sortant du conseil régional bas-normand, il renonce à figurer sur la liste de René Garrec aux élections régionales de 2004, sur fond de désaccord sur la réunification des régions normandes, et d'opposition avec Alain Lambert.
Actif dans la diplomatie parlementaire, président et membre de nombreux groupes d'amitié liés au Moyen-Orient, il est très proche de Yasser Arafat.

### Mort
Le 25 février 2007, il succombe à une hémorragie cérébrale survenue le 19 février lors d'un voyage à Abou Dabi (Émirats arabes unis), laissant son fauteuil à sa seconde épouse, Nathalie Goulet, de trente ans sa cadette, ancienne avocate devenue son attachée parlementaire avant d'être sa suppléante. 
À la suite de ce décès qu'elles jugent trouble, les deux filles d'une première union du sénateur (dont Florence Goulet) déposent fin avril 2007 au tribunal de Paris, une plainte contre « X » pour « assassinat », visant leur belle-mère, médiatisée par la presse locale, L'Orne Hebdo, et relayée par les médias nationaux, Le Point, et internationaux, The Daily Telegraph. Pourtant, en novembre 2007, la presse révèle que l'autopsie réalisée par les légistes de l'hôpital de Garches après exhumation du corps confirme l'AVC, et l'enquête judiciaire est close par un non-lieu en décembre 2008. 

## Détail des mandats et fonctions
- Maire du Mêle-sur-Sarthe (Orne) de 1971 à 1995 ;
- Député de l'Orne de 1973 à 1992 ;
- Vice-président du conseil régional de Basse-Normandie ;
- Sénateur de l'Orne de 1992 à 2007 :
  - Vice-président de la délégation parlementaire française de l'Assemblée parlementaire du Conseil de l'Europe ;
  - Vice-président de la délégation parlementaire française à l'Assemblée de l'Union de l'Europe occidentale ;
  - Membre du groupe français de l'Union interparlementaire.